# Rhodes Spedale
Rhodes J. Spedale Jr. (* 8. Dezember 1937 in Plaquemine bei Baton Rouge; † 23. August 2022 in Liberty (Missouri)) war ein US-amerikanischer Jazzmusiker (Piano, Komposition), der sich auch als Musikhistoriker, Moderator und Autor über die Jazzszene von New Orleans betätigte.

## Leben
Spedale besuchte aufgrund einer asthmatischen Erkrankung vom neunten Lebensjahr bis zur High School Internate in Tucson, Arizona. Er war Absolvent der Thacher School in Ojai, Kalifornien, des Pomona College in Claremont und der Tulane Law School in New Orleans. Nachdem er als Captain im Army JAG Corps in San Francisco gedient hatte, kehrte er 1966 nach New Orleans zurück und eröffnete seine Anwaltskanzlei. Er war viele Jahre Mitglied der Commercial Law League sowie verschiedener anderer Berufsverbände und zog sich im Jahr 2000 aus seiner Anwaltskanzlei zurück. Neben seinem Hauptberuf betätigte er sich lange Jahre als Jazzpianist, Autor, Pädagoge, Historiker und Rundfunkmoderator.
Im Alter von sieben Jahren begann Spedale unter der Anleitung von Anna May Babin Klavier zu spielen. Während seiner Zeit am Pomona College in Kalifornien war er zwei Jahre lang Schüler des Jazzpianisten Hampton Hawes und hatte auch Unterricht bei dem New Yorker Pianisten John Mehegan.  1972 bis 1985 moderierte er die Sendung Jazz Sketches bei WWNO; von 1985 bis 1990 moderierte er Jazz from Congo Square für WWOZ. Er hat des Weiteren Artikel über Jazz geschrieben; seine Rezensionen erschienen in einer Reihe von Publikationen wie JazzTimes, Jazz Forum, Reviews a la Mode und New Orleans Magazine. Er schrieb auch die Liner Notes für Alben von Pud Brown (Tenor for Two, 1978), Luther Kent und Ron McCroby. 1984 verfasste er das Buch A Guide to Jazz in New Orleans (Hope Publications), in dem er sowohl historische als auch moderne Jazzmusiker aus New Orleans hervorhob.
Unter eigenem Namen spielte Spedale die Alben Touchstone and Torch Songs, A Gentle Jazz, Snug Harbor Sessions, S’Mardi Gras at Snug Harbor und Live at Center Stage für Label wie Jazz Vignette und Orchard ein. Er schrieb auch Jazztitel wie „S'Mardi Gras“ und „Show Me Some Skin“. Weiterhin war er Dozent an den Universitäten Tulane und Loyola; er war außerdem Mitglied der Louisiana State Music Commission, des Board of Directors der New Orleans Jazz & Heritage Foundation, des New Orleans Jazz Club und des New Orleans Jazz Museum.